# Bachfeld
Bachfeld è una frazione (Ortsteil) della città tedesca di Schalkau.

## Storia
Il 31 dicembre 2019 il comune di Bachfeld venne soppresso e aggregato alla città di Schalkau.